# Swedish Open 2016
Die Swedish Open 2016 waren ein Tennisturnier der WTA Tour 2016 für Damen und ein Tennisturnier der ATP World Tour 2016 für Herren in Båstad. Das Herrenturnier fand vom 11. bis 17. Juli 2016 statt. Das Turnier der Damen fand eine Woche später, vom 18. bis 24. Juli 2016 statt.

## Herrenturnier
→ Qualifikation: SkiStar Swedish Open 2016/Qualifikation

## Damenturnier
→ Qualifikation: Ericsson Open 2016/Qualifikation